# Chrysso sulcata
Chrysso sulcata là một loài nhện trong họ Theridiidae.
Loài này thuộc chi Chrysso. Chrysso sulcata được Eugen von Keyserling miêu tả năm 1884.